# The Pioneers (album)
The Pioneers è un album in studio collaborativo dei rapper statunitensi Spice 1 e MC Eiht, pubblicato nel 2004.

## Tracce
1. Break Deez Mu'fuckaz
2. The Murder Show, Pt. 2
3. So Damn Crazy
4. Come on Niggaz
5. We Run the Block
6. That's It
7. Can't Stop Us
8. That's the Way Life Goes
9. East Bay Gangsta
10. All I Came 2 Do
11. 'Bout That Time
12. Do Better
13. Been a Long Time
14. West Coast Party (feat. Hollow Tip)
15. Keepin' Me High
16. I Ain't Scared
17. The Mack (Bonus Track)